# Ala-Ölkky
Ala-Ölkky eller Ölkky är en sjö i Finland. Den ligger i kommunen Kuusamo i landskapet Norra Österbotten, i den nordöstra delen av landet, 600 km norr om huvudstaden Helsingfors. Ölkky ligger 234,5 meter över havet. Arean är 34,1 hektar och strandlinjen är 4,92 kilometer lång. Sjön  ingår i Uleälvens huvudavrinningsområde. 